# 塔城千泉机场
塔城千泉机场是一個中國機場，位於新疆維吾爾自治區塔城市。

## 历史
机场初次开通于1995年9月21日，后在2017年4月30日停航进行改扩建工程，并于2017年9月10日恢复运营。

## 设施
机场航站楼面积为12020平方米，其中新航站楼位于老航站楼东侧，面积7739平方米，为前列式平面构型，旅客流程组织采用一层半式，5条安检通道，高峰小时可容纳旅客522人。航站楼内设有5个人工值机柜台和4台自助值机设备，在航班预计起飞前30分钟停止办理值机手续。

### 飞行区
机场飞行区指标等级为4C，民航站坪设10个机位，其中B类4个、C类6个；12/30号跑道长2800米、宽45米，为双向I类精密进近跑道。

## 交通
机场有通往塔城市区的专线巴士（九师客运站），为24小时开行，全程路线29.9千米，行驶时间30分钟，票价15元。

## 航空公司与航点
2025年夏秋航季（3月30日至10月25日），开通运营航线12条，通航城市15个。
| 航空公司     | 目的地                                        |
| ------------ | --------------------------------------------- |
| 中国南方航空 | 乌鲁木齐、石河子-沈阳                         |
| 天津航空     | 乌鲁木齐、西安                                |
| 成都航空     | 伊宁、阿勒泰、吐鲁番、成都/天府、郑州-福州    |
| 華夏航空     | 伊宁、阿勒泰、昭苏-库尔勒、博樂、喀什、石河子 |
| 中国东方航空 | 西安、北京/大兴                               |